# Erdölfeld Mönchsrot
Das Erdölfeld Mönchsrot war ein in den Jahren 1958 bis 1995 von der Firma Wintershall AG gefördertes Ölfeld in Rot an der Rot im Landkreis Biberach.

## Geschichte

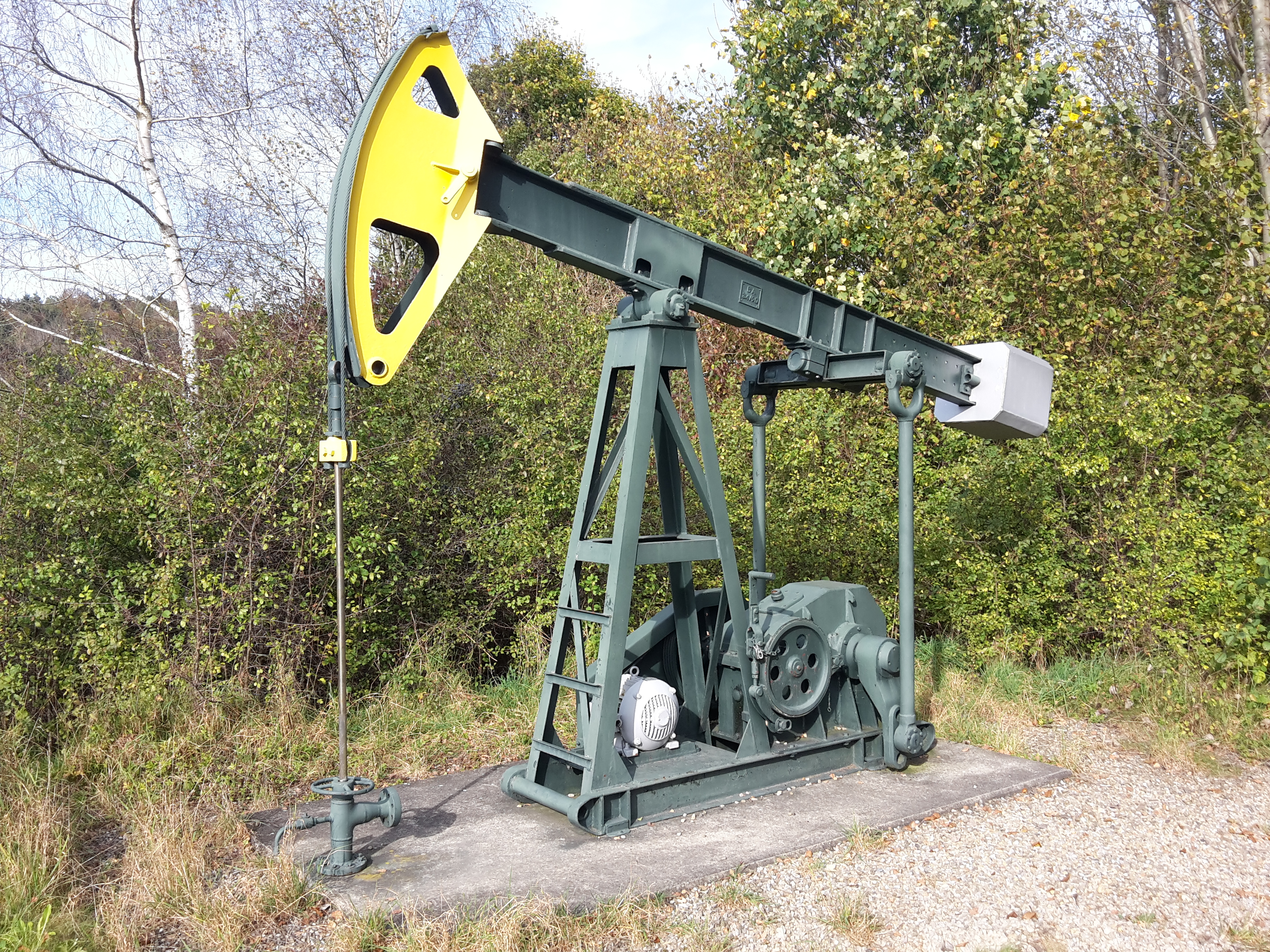
Denkmal Pumpe Erdölfeld Mönchsrot (2019)

Im Jahre 1958 entdeckten zwei Landwirte aus Rot an der Rot auf ihren Grünlandflächen eine Ölquelle. Das tatsächliche Ölfeld lag in 1500 Meter Tiefe, ungefähr dort, wo der Ellbach in die Rot mündet, zwischen Rot an der Rot und Zell an der Rot. Dort befinden sich Gesteinsschichten, sogenannte Bausteinschichten des Oberen Oligozäns als Abschluss der Unteren Meeresmolasse. In der Hochzeit förderten 18 Förderpumpen und circa 35 Beschäftigte im Schnitt 200 Tonnen Öl pro Tag. Durch eine Pipeline wurde das Erdöl in das benachbarte fünf Kilometer entfernte Tannheim im Illertal gepumpt. Vom Tannheimer Bahnhof wurde es auf der Bahnstrecke Leutkirch–Memmingen über Memmingen zu einer Raffinerie der Firma Wintershall nach Hannover transportiert.
Wie bei jedem Ölfeld gingen die Fördermengen langsam zurück. Bereits 1984 galt die Quelle zusammen mit den oberschwäbischen Feldern in Pfullendorf und Fronhofen als „nicht sonderlich ergiebig“. Im Jahre 1995 wurden die Förderlöcher abgedichtet und der Betrieb eingestellt. Die Eigentümer der Grundstücke erhielten von der Firma Wintershall zehn Pfennig jährliche Nutzungsentschädigung für den Quadratmeter Boden. Aus dem Ölfeld wurden bis 1995 1.475.538 Tonnen Öl gefördert.
Zur Erinnerung an die Ölförderung in Rot an der Rot wurde im Jahre 2005 am Ortsausgang an der Straße nach Ochsenhausen, die später in die L 301 mündet, eine restaurierte Tiefpumpe mit Bildtafeln aufgestellt.

## Trivia
Die gesamte geförderte Menge an Öl der Jahre 1958 bis 1995 wurde in insgesamt 29.478 Mineralölkesselwagen der Bahn verladen. Würde man die Kesselwagen aneinanderreihen, so entspräche es einer Strecke, die ungefähr von Memmingen bis nach Aschaffenburg am Main reichen würde oder 433 Kilometern entspräche.